# Nova Pazova

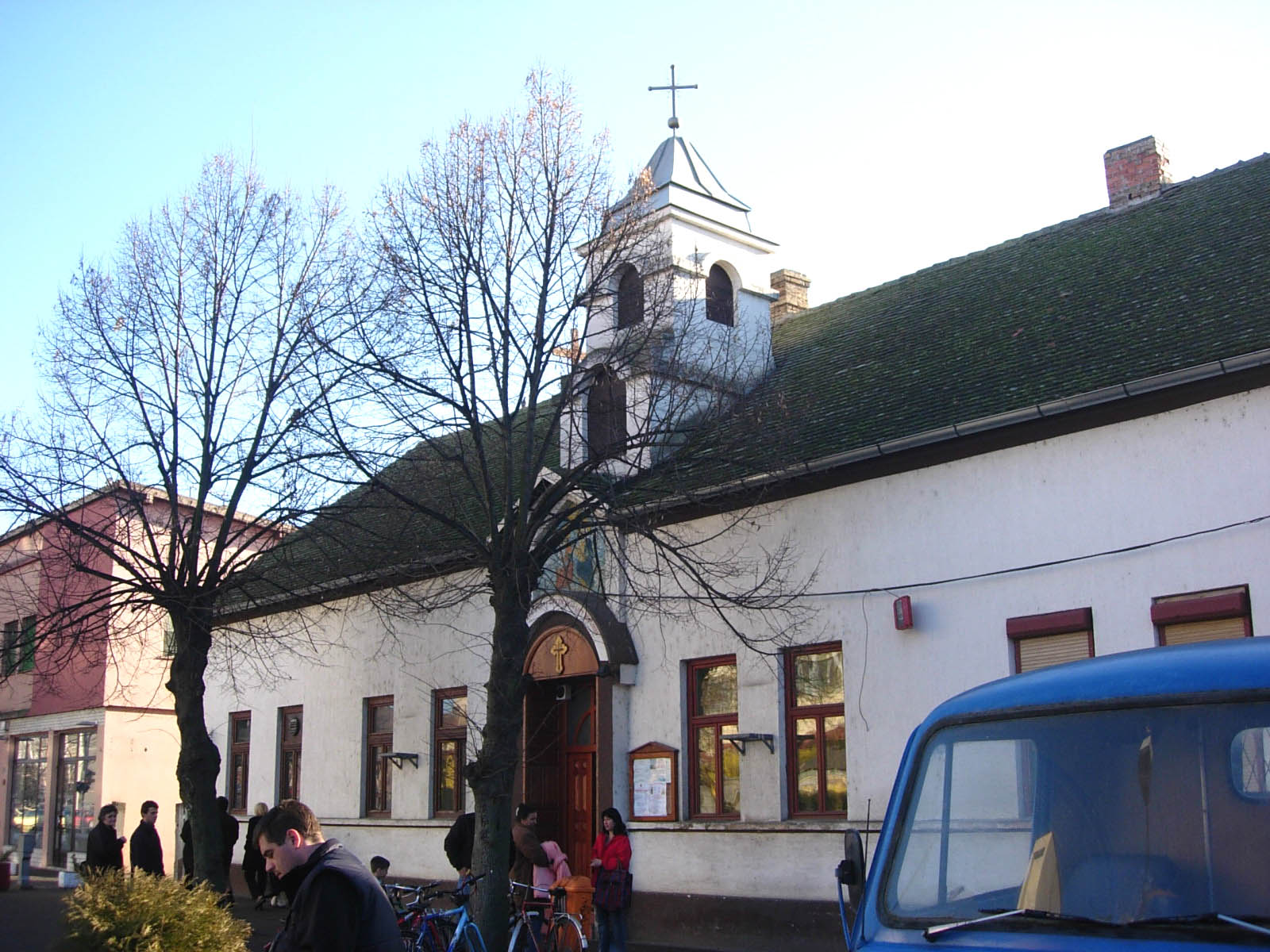
L'église orthodoxe provisoire de Nova Pazova

Nova Pazova (en serbe cyrillique : Нова Пазова) est une localité de Serbie située dans la province autonome de Voïvodine. Elle fait partie de la municipalité de Stara Pazova dans le district de Syrmie (Srem). Au recensement de 2011, elle comptait 17 106 habitants.
Nova Pazova est officiellement classée parmi les villages de Serbie.

## Géographie
Nova Pazova est située sur la route nationale qui relie Belgrade à Novi Sad, à proximité de la route européenne E75.

## Histoire
Nova Pazova a été fondée en 1791 sous le nom de Neu-Pasua pour des protestants souabes du Danube. La population était composée de 51 familles. Des populations germaniques vinrent de Benningen am Neckar, Marbach am Neckar, Schopfheim, Schorndorf, Tübingen, Bulkes (dans la région de la Bačka), du Palatinat et de la Hesse, soit en tout, jusqu'en 1944, plus de 6 000 personnes, qui se livrèrent principalement à l'agriculture. Au moment de sa fondation, le village fit partie de la Frontière militaire, au sein de l'empire d'Autriche.
Le 6 octobre 1944, à la suite de l'occupation nazie pendant la Seconde Guerre mondiale, la population germanique dut prendre la fuite. La plupart des réfugiés s'installèrent en Allemagne, particulièrement dans le Bade-Wurtemberg). Aujourd'hui, majoritairement peuplée de Serbes, la localité est pratiquement devenue un faubourg de la capitale serbe : elle est un terminus de la ligne 5 du métro de Belgrade.

## Démographie

### Évolution historique de la population
| 1948  | 1953  | 1961   | 1971   | 1981   | 1991   | 2002   | 2011   |
| ----- | ----- | ------ | ------ | ------ | ------ | ------ | ------ |
| 4 604 | 6 082 | 10 990 | 10 658 | 15 488 | 16 016 | 18 214 | 17 106 |

|  |

## Transport
- Route nationale 22.1
- Autoroute serbe A1